# Obszar ochrony ścisłej Rybitew
Rybitew – obszar ochrony ścisłej o powierzchni 224,21 ha położony w północnej części Kampinoskiego Parku Narodowego.
Został utworzony w 1959 roku, leży w bezpośrednim sąsiedztwie wsi Rybitew i na zachód od niej. W pobliżu przebiega  Kampinoski Szlak Rowerowy, nieco na północ zaś  Północny Szlak Leśny (obszar leży na jego 24 kilometrze). Na jego terenie zlokalizowana jest także wzniesienie wydmowe Wilcza Góra i dawne bagno Toczna Biel. Przy południowo-wschodnim krańcu zlokalizowane są mogiły nieznanych żołnierzy poległych we wrześniu 1939.
Obszar ochrony ścisłej obejmuje wały wydmowe i zagłębienia międzywydmowe, dawniej zalewane podczas powodzi Wisły i w konsekwencji będące madami rzecznymi. Porastają tutaj bory mieszane świeże, grądy, dąbrowy z fragmentami łęgów, olsów i turzycowisk. Wśród roślin występują m.in. lilia złotogłów, naparstnica zwyczajna, sasanka, wawrzynek wilczełyko, pięciornik biały, bodziszek czerwony, jaskier wieloowockowy, pajęcznica gałęzista, dziurawiec skąpolistny, konwalia majowa, rutewka orlikolistna, zawilec wielokwiatowy, bluszcz pospolity oraz orlik pospolity.